# Muscle longissimus
Le muscle longissimus est un muscle pair du dos situé dans la partie moyenne de la gouttière para-vertébrale.

## Description
Le muscle longissimus est un muscle long et fin.
Il forme la partie intermédiaire des muscles érecteurs du rachis.
Il est constitué de trois parties :
- le muscle longissimus du thorax (ou muscle long dorsal),
- le muscle longissimus du cou (ou muscle transversaire du cou),
- le muscle longissimus de la tête (ou muscle petit complexus).

## Origine

### Muscle longissimus du thorax
Le muscle longissimus du thorax nait de l'aponévrose du muscle érecteur du rachis et des processus transverses des vertèbres lombaires.

### Muscle longissimus du cou
Le muscle longissimus du cou nait du sommet des processus transverses des cinq premières vertèbres thoraciques.

### Muscle longissimus de la tête
Le muscle longissimus de la tête nait au niveau des processus transverse et des processus épineux des cinq dernières vertèbres cervicales et de la première vertèbre thoracique.

## Trajet

### Muscle longissimus du thorax
Le muscle longissimus du thorax démarre par la partie lombaire du muscle longissimus du thorax qui se dirige vers le haut.
Il se poursuit et se termine par des faisceaux latéraux et des faisceaux médiaux.

### Muscle longissimus du cou
Le muscle longissimus du cou se poursuit vers le haut par un corps charnu aplati transversalement.

### Muscle longissimus de la tête
Le muscle longissimus de la tête se poursuit verticalement vers le haut.

## Insertion

### Muscle longissimus du thorax
Les faisceaux latéraux du muscle longissimus du thorax se terminent sur les processus costiformes des vertèbres lombaires et sur le bord inférieur des onze dernières côtes en arrière de leur angle postérieur. 
Les faisceaux médiaux du muscle longissimus du thorax se terminent sur les processus accessoires des vertèbres lombaires et sur les processus transverses des vertèbres thoraciques.

### Muscle longissimus du cou
Le muscle longissimus du cou se termine sur les tubercules postérieurs des cinq dernières vertèbres cervicales.

### Muscle longissimus de la tête
Le muscle longissimus de la tête se termine sur le bord postérieur du processus mastoïde.

## Innervation

### Muscle longissimus du thorax
Le muscle longissimus du thorax est innervé par des rameaux des branches postérieures des nerfs spinaux lombaires et thoraciques. 

### Muscle longissimus du cou
Le muscle longissimus du cou est innervé par des rameaux des branches postérieures des trois premiers nerfs spinaux thoraciques et des quatre derniers nerfs spinaux cervicaux. 

### Muscle longissimus de la tête
Le muscle longissimus de la tête est innervé par des rameaux latéraux des deuxième, troisième et quatrième nerfs spinaux cervicaux. 

## Rapports
Les muscles longissimus sont recouverts par le muscle dentelé postérieur et inférieur, par le muscle dentelé postérieur et supérieur et leur aponévrose intermédiaire, plus superficiellement par les muscles rhomboïdes et encore plus superficiellement par le muscle latissimus du dos et le muscle trapèze.

## Actions

### Muscle longissimus du thorax
Le muscle longissimus du thorax étend la colonne vertébrale. 

### Muscle longissimus du cou
Le muscle longissimus du cou étend et incline la colonne cervicale. 

### Muscle longissimus de la tête
Le muscle longissimus de la tête étend la tête par contraction bilatérale et l'incline homolatéralement par contraction unilatérale. 